# Burg Leineck
Die Burg Leineck ist der Rest einer Spornburg auf einer 459,5 m ü. NN hohen Bergzunge über der Leinecksmühle bei dem Ortsteil Pfahlbronn der Gemeinde Alfdorf im Rems-Murr-Kreis in Baden-Württemberg.

## Lage
Der Burgstall liegt an der Kreisstraße 1889 und wird sowohl südwestlich als auch südöstlich von der Lein umflossen.

## Beschreibung
Von der ehemaligen Burg sind noch tiefe Gräben erhalten. Das Grundstück wird heute als Viehweide genutzt.

## Geschichte
Die von den Herren von Leineck erbaute Burg wurde in einer Urkunde von 1331 erstmals genannt. In dieser Urkunde wird ein Ritter Rüdiger von Leineck erwähnt, welcher in den Jahren 1331 und 1333 Besitztümer (zwei Grundstücke) an das Kloster Lorch veräußert. 1364 überträgt ein Nachfahre von Rüdiger, Hans von Leineck, seine Burg Leineck mit allem Zubehör an den Abt des Klosters Ellwangen, worauf er und sein Onkel Hans von Rinderbach mit dem Besitz belehnt werden. Vermutlich starb mit Hans von Leineck das Geschlechts im Mannesstamm aus, da nach ihm die Adelsfamilie derer von Leineck nicht mehr erwähnt wird. Hans von Rinderbach war ein Patrizier aus Schwäbisch Gmünd. Er wurde jedoch geächtet und verlor den Besitz an der Burg an Conz von Waldhausen. 
Hans von Rinderbachs Sohn, Stephan von Rinderbach, erwirkte jedoch 1393 vor dem Hofgericht zu Rottweil ein Urteil, welches ihm den Besitz an der Burg wieder einräumte. Nach Stephans Tode teilten sich seine Vettern Hans und Eberhard von Rinderbach die kleine Burg. Eberhard starb 1404 und seine Erbteil fiel an einen anderen Conz von Waldhausen. Hans von Rinderbach veräußerte 1411 seinen Erbteil an Hans und Georg von Urbach, welche noch im selben Jahr auch den anderen Erbteil kauften. Jörg von Urbach verkaufte die Burg Leineck mit allem Zubehör 1417 an seinen Verwandten Bernolt von Urbach. Bernolts Kinder, Wilhelm und Anna, verkauften die Burg 1435 an Fritz von Sachsenheim, der sie kurz danach an den Abt Wilhelm vom Kloster Lorch weiterverkaufte. 1435 wird auch erstmals eine Mühle unterhalb der Burg, die spätere Leinecksmühle erwähnt.
Die Burg diente von nun an den Äbten des Klosters als Sommerresidenz. Abt Sebastian von Lorch ließ die Burg nochmals renovieren und eine Kapelle erbauen. Diese wurde 1512 der Jungfrau Maria und dem Heiligen Nikolaus geweiht. 1572 wird erwähnt, dass die Burg noch in einem guten Zustand war. Allerdings diente sie nicht mehr den Äbten als Sommerresidenz, sondern wurde an einen Bürger aus Lorch vermietet. 

Im Jahre 1581 wird die Burg als sehr baufällig beschrieben. Allerdings wurde sie zu dieser Zeit noch von einem Kübler bewohnt. 1603 wird erwähnt, dass die Burg in Abgang geraten und Gebäudeteile eingestürzt seien. 1845 beschrieb Rudolph Friedrich von Moser in seiner Beschreibung des Oberamts Welzheim die Burgruine. Er erwähnte dabei noch zwei beträchtliche Türme, die wohl Mitte des 19. Jahrhunderts noch intakt waren und auf die ehemals erhebliche Befestigung hinwiesen. Allerdings sei der Burgkeller in das Erdreich eingesunken und auf dem Keller wurde ein Küchengarten angelegt. Die Türme und letzten Gebäudeteile gingen in der Folgezeit ab. 1994 waren außer geringen Mauerresten in der nordöstlichen Ecke der Anlage nichts mehr zu sehen. Heute ist der Burgstall in Privatbesitz und kann nicht besichtigt werden.

Wappen der früheren Besitzer
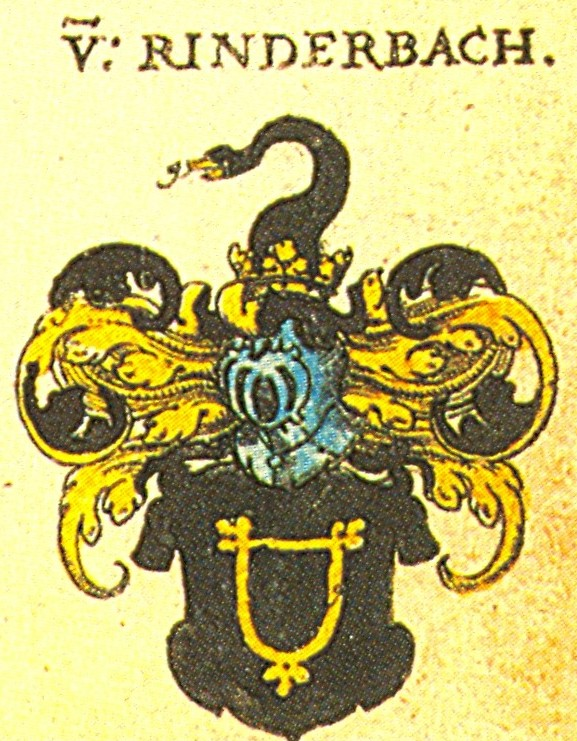
von Rinderbach
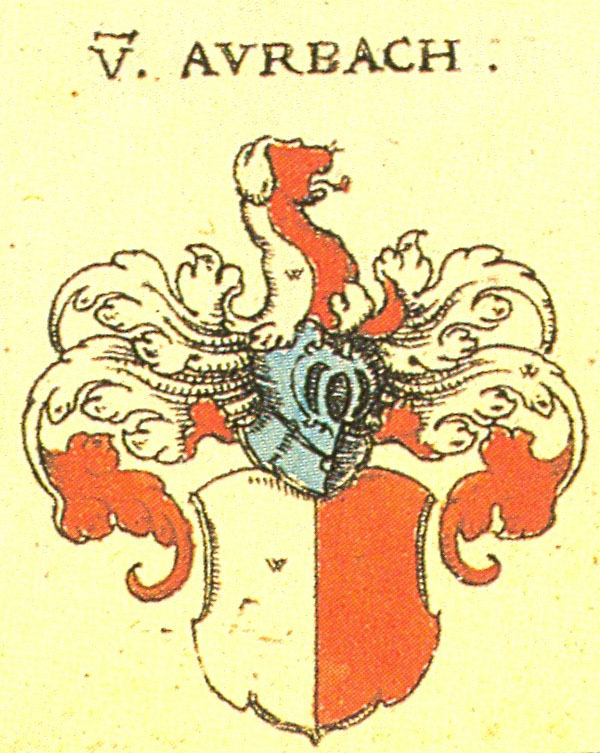
von Urbach
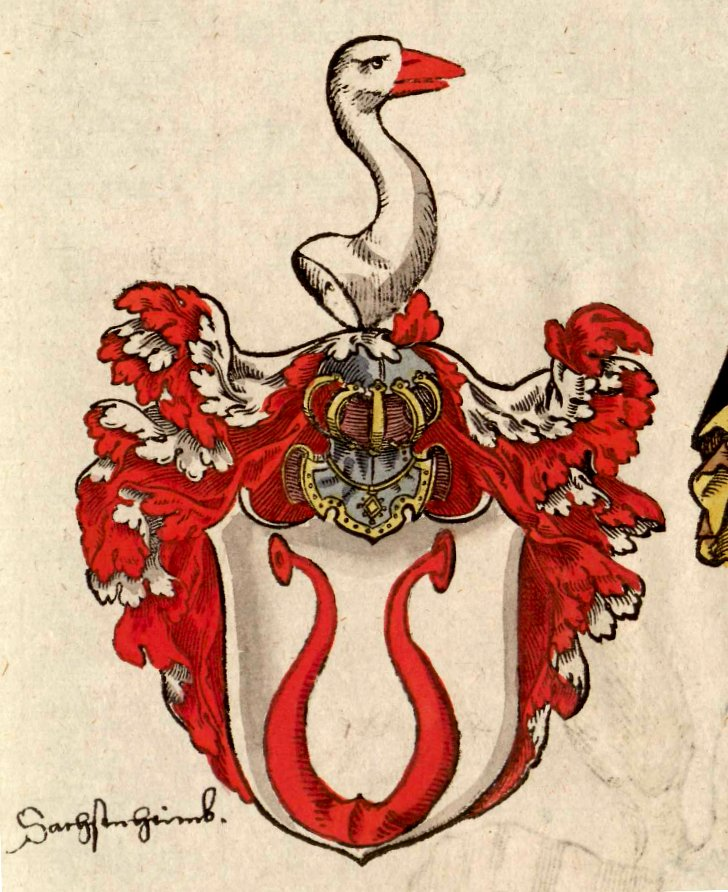
von Sachsenheim